# Ermita Virgen Valme (métro de Séville)
Ermita Virgen Valme est une future station de la ligne 3 du métro de Séville. Elle sera située sur la rue de l'Ermite de la Vierge de Valme, dans le district de Bellavista–La Palmera, à Séville.

## Situation sur le réseau
Établie en souterrain, Ermita Virgen Valme sera une station de passage de la ligne 3 du métro de Séville. Elle sera située après Cortijo del Cuarto, en direction du terminus nord de Pino Montano Norte, et avant le terminus sud de Hospital de Valme.

## Histoire
L'emplacement de la station est présenté au public le 26 juin 2020, lors de l'annonce de l'attribution du marché public de mise à jour des études et du plan d'exécution du tronçon sud de la ligne 3.